# Departamento de Sélibaby
Sélibaby es un departamento de la región de Guidimaka, en Mauritania. En marzo de 2013 presentaba una población censada de 198 688 habitantes. Está formado por las siguientes comunas, que se muestran asimismo con población de marzo de 2013:
- Ajar 14,357
- Arr 17,085
- Baydam 13,430
- Ghabou 34,924
- Gouraye 26,142
- Hassi Cheggar 20,265
- Ould M'Bonny 7,697
- Sélibaby 29,786
- Souvi 6,653
- Tachott 15,099
- Wompou 13,250[1]